# Volkswagen Sport Coupé Concept GTE
La Volkswagen Sport Coupé Concept GTE est un concept car dévoilé et créé par Volkswagen en 2015 au Salon international de l'automobile de Genève 2015. Il préfigure la Volkswagen Arteon mais aussi la nouvelle identité stylistique des futurs modèles de la marque : la calandre à barrettes horizontales inaugurée par la Golf 6 en 2008 se prolonge par les feux et elle s'agrandit jusqu'au bouclier, au milieu des antibrouillards. 

## Motorisations
Pour la motorisation, le Sport Coupé Concept GTE propose une motorisation hybride rechargeable basée sur un bloc V6 TSI et sur deux moteurs électriques avec une puissance maximale de 380 ch. L'utilisation de la technologie hybride rechargeable a pu donner une consommation mixte de 2L par 100 km et sera capable de cumuler 50 km en mode 100% électrique.

## Volkswagen C Coupé GTE
Il y a aussi un autre concept dérivé de la Sport Coupé Concept GTE, le C Coupé GTE, qui annonce la Volkswagen Phideon en Chine et la nouvelle identité stylistique des futurs modèles chinois de Volkswagen.